# Hedyotis lawsoniae
Hedyotis lawsoniae là một loài thực vật có hoa trong họ Thiến thảo. Loài này được Wight & Arn. mô tả khoa học đầu tiên năm 1834.